# Carlos Moedas
Carlos Manuel Félix Moedas (ur. 10 sierpnia 1970 w Beja) – portugalski inżynier, ekonomista, polityk i samorządowiec, od 2011 do 2014 sekretarz stanu w portugalskim rządzie, członek Komisji Europejskiej (2014–2019), od 2021 burmistrz Lizbony.

## Życiorys
W 1993 ukończył inżynierię lądową w Instituto Superior Técnico, wchodzącego w skład Politechniki Lizbońskiej. Następnie kształcił się we francuskiej École nationale des ponts et chaussées. Do 1998 był zatrudniony w przedsiębiorstwie SUEZ. W 2000 uzyskał dyplom MBA w Harvard Business School. Zatrudniony następnie w dziale do spraw przejęć i fuzji w banku Goldman Sachs. Po powrocie do Portugalii był dyrektorem wykonawczym w Aguirre Newman, od 2008 prowadził własne przedsiębiorstwo inwestycyjne.
Carlos Moedas dołączył do centroprawicowej Partii Socjaldemokratycznej. W trakcie kryzysu ekonomiczno-politycznego z ramienia opozycyjnej wówczas PSD brał udział w negocjacjach poświęconych budżetowi Portugalii na 2011. W wyborach w 2011 uzyskał mandat posła do Zgromadzenia Republiki XII kadencji. Zawiesił jego wykonywanie zaraz po rozpoczęciu kadencji parlamentu, gdyż premier Pedro Passos Coelho powierzył mu stanowisko sekretarza stanu przy swoim urzędzie. Carlos Moedas został odpowiedzialny m.in. za agencję ESAME – instytucję powołaną do monitorowania i kontrolowania implementacji reform uzgodnionych pomiędzy Portugalią a tzw. troiką (Komisją Europejską, EBC i MFW).
W 2014 ogłoszono jego kandydaturę na nowego przedstawiciela Portugalii w Komisji Europejskiej. W Komisji Europejskiej, na czele której stanął Jean-Claude Juncker, powołany (z dniem 1 listopada 2014) na komisarza ds. badań, nauki i innowacji. Zakończył urzędowanie wraz z całą KE w 2019.
W 2021, będąc kandydatem skupionej wokół PSD koalicji ugrupowań centroprawicowych, został wybrany na burmistrza Lizbony.